# Fire (Beth Ditto)
Fire è un singolo della cantante statunitense Beth Ditto, il primo estratto dall'album in studio di debutto Fake Sugar e pubblicato il 3 aprile 2017.

## Tracce
1. Fire – 3:10 (Beth Ditto, Jennifer Decilveo)